# Gillian Armstrong

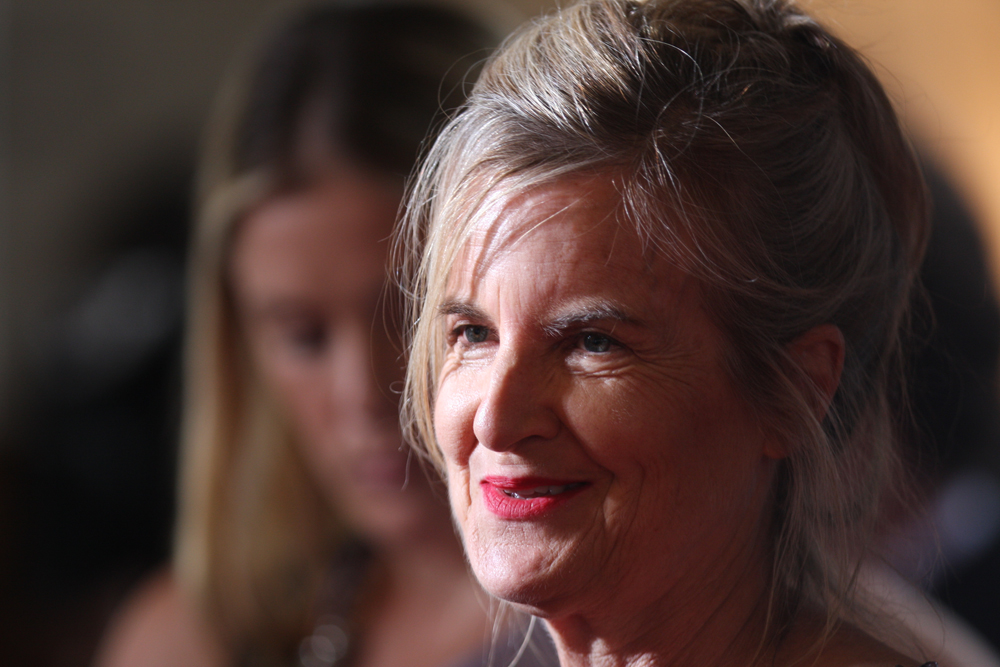
Gillian Armstrong (2012)

Gillian May Armstrong (* 18. Dezember 1950 in Melbourne) ist eine australische Filmregisseurin.

## Leben und Werk
Armstrong machte eine Ausbildung in Bühnen- und Kostümdesign am Swinburne College und absolvierte ein Filmstudium an der Australian Film and Television School in Sydney. Sie arbeitete als Produktionsassistentin, Filmeditorin und Regieassistentin. 1970 beginnt sie Kurz- und Dokumentarfilme zu drehen.
1979 entstand in Australien ihr erster abendfüllender Spielfilm My Brilliant Career mit der damals noch unbekannten Judy Davis in der Hauptrolle. Wie in anderen Filmen Armstrongs wird hier eine Frau porträtiert, die sich nicht von strengen Gesellschaftsnormen einengen lassen will. Der Film gewann zahlreiche Auszeichnungen.
Danach bewarb sie sich um die Regie von Starstruck und wurde von den Produzenten zunächst abgelehnt, da die leichtlebige Musicalkomödie eine ganz andere Tonart hatte als ihr bisheriger Erfolgsfilm. Der Film erschien 1982.
Ab 1984 drehte Armstrong sowohl in den USA als auch in ihrer Heimat Australien. In den 1990er Jahren lag ein Schwerpunkt auf Literaturverfilmungen.

## Filmografie (Auswahl)
- 1979: Meine brillante Karriere (My Brilliant Career)
- 1982: Starstruck
- 1984: Flucht zu dritt (Mrs. Soffel)
- 1987: Hightide – Sturm der Gefühle (High Tide)
- 1991: Fires Within
- 1991: Letzte Tage im Chez Nous (The last days of Chez Nous)
- 1994: Betty und ihre Schwestern (Little Women)
- 1996: Nie wieder Teenager! (Not fourteen again) – (Dokumentarfilm)
- 1997: Oscar und Lucinda (Oscar and Lucinda)
- 2001: Die Liebe der Charlotte Gray (Charlotte Gray)
- 2007: Tödliche Magie (Death Defying Acts)